# Acromastigum echinatum
Acromastigum echinatum là một loài rêu tản trong họ Lepidoziaceae. Loài này được (Gottsche) A. Evans miêu tả khoa học lần đầu tiên năm 1934.